# Surco cingulado
El surco cingulado es un surco (pliegue cerebral) de la corteza cingulada en la pared medial de la corteza cerebral. Los lóbulos frontal y parietal están separados de la circunvolución cingulada por el surco cingulado. Termina como el surco marginal del surco cingulado. Envía una rama para separar el lóbulo paracentral del giro frontal, el surco paracentral.

## Imágenes adicionales

Posición del surco cingulado (en rojo).
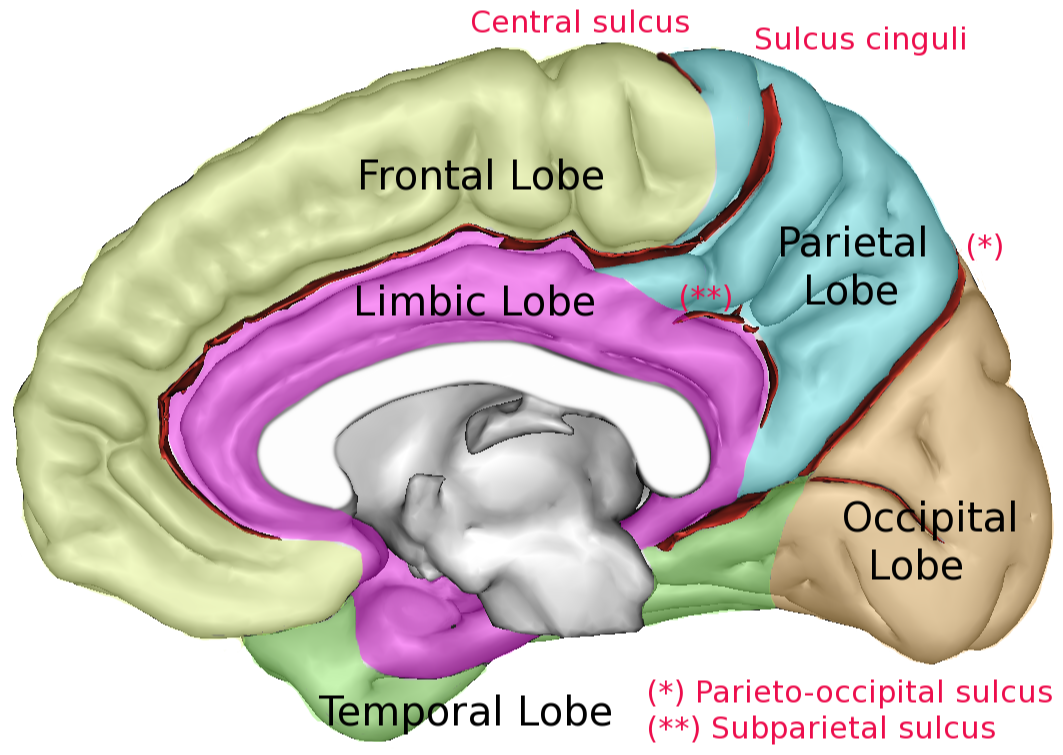
Superficie medial del hemisferio cerebral derecho. Surco cingulado (etiquetado como sulcus cinguli) y lóbulos cerebrales.